# Indigo (album của RM)
Indigo là album phòng thu đầu tay của nam rapper Hàn Quốc RM được phát hành vào ngày 2 tháng 12 năm 2022 thông qua Big Hit Music. Album đánh dấu sản phẩm âm nhạc đầu tiên của anh kể từ Mono (2018). Được mô tả là một tư liệu hoặc kho lưu trữ về những năm cuối cùng trong tuổi đôi mươi của RM, album bao gồm 10 bài hát với sự hợp tác của Erykah Badu, Anderson .Paak, Tablo của Epik High, Kim Sa-wol, Paul Blanco, Mahalia, Colde, Youjeen của Cherry Filter và Park Ji-yoon. "Wild Flower" hợp tác với Youjeen là bài hát chủ đề của album.

## Bối cảnh
Tháng 6 năm 2022, sau khi thông báo rằng tất cả các thành viên sẽ tập trung nhiều hơn vào sản phẩm âm nhạc cá nhân của họ trong tương lai nhân dịp kỷ niệm 9 năm của BTS, RM chia sẻ về việc đối mặt với tình trạng kiệt sức trong sáng tạo cũng như mất phương hướng sau khi phát hành album phòng thu thứ tư Map of the Soul: 7 (2020) và đĩa đơn "Dynamite" của nhóm. Anh thừa nhận rằng áp lực từ việc trở thành một phần của ngành công nghiệp K-pop, liên tục sản xuất âm nhạc, đã khiến anh khó phát triển và trưởng thành với tư cách là một nghệ sĩ và anh cần thời gian để suy nghĩ và khám phá lại bản sắc âm nhạc của mình. RM cũng cho biết anh mong muốn tất cả các thành viên sẽ được khán giả biết đến nhiều hơn, bao gồm cả bản thân anh với tư cách cá nhân ngoài hoạt động nhóm và tiết lộ rằng tất cả các thành viên đều đang tích cực chuẩn bị cho các sản phẩm âm nhạc cá nhân của họ. Trong buổi phát sóng trực tiếp trên Weverse vào tháng 7, anh chia sẻ thông tin về tiến độ thực hiện album của mình, cho biết sản phẩm đã "hoàn thành khoảng 90%" và mọi thứ còn lại chỉ là ghi hình video âm nhạc và nội dung bổ sung sẽ được phát hành cùng album. Anh cũng cho biết thêm rằng sản phẩm lần này sẽ rất khác biệt so với Mono vào năm 2018, "Nếu như Mono là một RM kể từ năm 2016 đến 2018, thì album mới này sẽ là một cuốn nhật ký và kho lưu trữ của tôi kể từ năm 2019 đến 2022."

## Phát hành
Ngày 10 tháng 11, trong buổi họp giao ban thường niên của Hybe Corporation trên YouTube, CEO Jiwon Park thông báo rằng RM sẽ là thành viên thứ ba của BTS—sau J-Hope và Jin—phát hành dự án solo, album đầu tay của anh. RM sau đó đăng tải hàng loạt hình ảnh trên Instagram chứa tên và ngày phát hành của album—Indigo, 2 tháng 12 năm 2022—cũng như thổ lộ việc anh bắt đầu thực hiện album này kể từ đầu năm 2019. Trong bài đăng tiếp theo trên Weverse, anh cho biết bản thân mình "làm việc chăm chỉ cho sản phẩm xuyên suốt 4 năm qua" và bao gồm cả "những người bạn thú vị". Thông báo chính thức từ Big Hit Music được đăng tải trên Weverse ngay sau đó, xác nhận việc hợp tác với nhiều nghệ sĩ khác nhau, nhưng không tiết lộ bất kỳ cái tên cụ thể nào. Ảnh bìa của album được Big Hit chia sẻ vào cùng ngày. Khoảng 2 ngày sau, RM chia sẻ thêm nhiều hình ảnh về khái niệm của album thông qua Instagram của anh, đầu tiên là hình ảnh chụp một căn phòng rộng rãi với nội thất gỗ, sau đó là hình ảnh chứa cụm từ "kho lưu trữ cuối cùng trong tuổi đôi mươi của tôi" (tiếng Anh: "the last archive of my twenties") trên phông nền màu chàm. Anh chia sẻ bản xem trước cho bao bì của album thông qua Instagram vào ngày 14 tháng 11, vài giờ trước khi thông báo về đơn đặt trước album.
Album solo đầu tay của RM, Indigo xoay quanh "những câu chuyện và trải nghiệm [của anh], tương tự như một cuốn nhật ký." Đơn đặt hàng trước cho album bắt đầu vào ngày 15 tháng 11. Big Hit phát hành đoạn phim "Identity Film" cho album vào ngày 22 tháng 11. Tương tự như tên của album, màu chàm là màu sắc chủ đạo trong đoạn phim. Văn bản mô tả về album được hiển thị lần lượt trong đoạn phim: "Bản thu âm của RM : Indigo. Từ những sắc màu của thiên nhiên, con người, v.v. Tư liệu về tuổi trẻ của tôi trong thời khắc tự do. Bản thu âm bạc màu tựa như chiếc quần jean cũ" (tiếng Anh: "Record of RM : Indigo. From the colors of nature, human, etc. Documentation of my youth in the moment of independent phase. Sun-bleached record faded like old jeans") và "kho lưu trữ cuối cùng trong tuổi đôi mươi của tôi". Hình ảnh khái niệm được phát hành vào ngày hôm sau cho thấy RM diện trang phục denim màu xanh và màu trắng, đứng và ngồi trong cùng một căn phòng có tông màu ấm. Bức họa Blue của cố nghệ sĩ Yun Hyong-keun, người mà RM vốn ngưỡng mộ, xuất hiện trong một số hình ảnh. RM cho biết với Indigo, anh muốn có sự kết hợp "vượt qua ranh giới" giữa âm nhạc và nghệ thuật. Big Hit tiết lộ danh sách bài hát vào ngày 24 tháng 11. Album bao gồm 10 bài hát với sự hợp tác của Erykah Badu, Anderson .Paak và Tablo cùng các nghệ sĩ khác. "Wild Flower" hợp tác với Youjeen của Cherry Filter là bài hát chủ đề của album.

### Định dạng
Album có tổng cộng 2 phiên bản. Phiên bản "Book Edition" được phát hành ở định dạng CD truyền thống và bao gồm 1 sách ảnh, bưu thiếp, ảnh thẻ và áp phích. Các sản phẩm trên Target và Weverse Shop USA của phiên bản này còn chứa 1 ảnh thẻ độc quyền. Phiên bản "Postcard Edition" trên Weverse Shop bao gồm 1 sách in ca từ, ảnh polaroid, hướng dẫn sử dụng và mã QR có thể quét được để truy cập album.

## Quảng bá
RM thảo luận về Indigo trong các buổi phỏng vấn với NME, Variety và The Atlantic được công bố vào cùng ngày phát hành album. Anh thực hiện buổi biểu diễn ra mắt solo trên Tiny Desk Concert của NPR ngay sau đó với 3 tiết mục; mở màn là "Seoul" từ mixtape Mono (2018), tiếp theo là 2 bài hát đầu tiên trong album: "Yun" và "Still Life". RM cũng là khách mời trên Melon Station, nơi anh chia sẻ về việc sản xuất album, sự hợp tác, những câu chuyện hậu trường và tham gia hỏi đáp. Một video "Ask Me Anything" độc quyền cũng sẽ được phát hành.
Một sự kiện âm nhạc có quy mô nhỏ được tổ chức tại Seoul vào ngày 5 tháng 12. Trong đó có 200 người hâm mộ được chọn tham gia sự kiện thông qua kết quả bốc thăm trên Weverse—người chiến thắng được công bố vào ngày 24 tháng 11—trong số những người đặt trước album, sự kiện này sẽ được ghi hình và phát hành dưới dạng video quảng bá.

## Danh sách bài hát
| Danh sách bài hát của Indigo | Danh sách bài hát của Indigo                                                                    | Danh sách bài hát của Indigo                                                 | Danh sách bài hát của Indigo   | Danh sách bài hát của Indigo |
| STT                          | Nhan đề                                                                                         | Sáng tác                                                                     | Sản xuất                       | Thời lượng                   |
| ---------------------------- | ----------------------------------------------------------------------------------------------- | ---------------------------------------------------------------------------- | ------------------------------ | ---------------------------- |
| 1.                           | "Yun" (với Erykah Badu)                                                                         | RM Logikal J Ghstloop                                                        | Logikal J Ghstloop             | 3:54                         |
| 2.                           | "Still Life" (với Anderson .Paak)                                                               | RM Ninos Hanna Emil Schmidt Adam Kulling Ghstloop                            | Hanna Schmidt Kulling Ghstloop | 2:55                         |
| 3.                           | "All Day" (với Tablo)                                                                           | Pdogg RM Tablo                                                               | Pdogg                          | 3:06                         |
| 4.                           | "Forg_tful" (건망증; Geonmangjeung; với Kim Sa-wol)                                             | RM John Eun                                                                  | John Eun                       | 2:42                         |
| 5.                           | "Closer" (với Paul Blanco, Mahalia)                                                             | RM Andy Clutterbuck James Hatcher Mahalia Burkmar Benjamin Hart Blanco Pdogg | Honne                          | 3:17                         |
| 6.                           | "Change Pt.2"                                                                                   | RM EAeon                                                                     | EAeon                          | 1:54                         |
| 7.                           | "Lonely"                                                                                        | RM Pdogg                                                                     | Pdogg                          | 2:46                         |
| 8.                           | "Hectic" (với Colde)                                                                            | Pdogg RM Colde                                                               | Pdogg                          | 3:46                         |
| 9.                           | "Wild Flower" (들꽃놀이; Deulkkotnori; dịch nghĩa đen: "Playing with Wildflowers"; với Youjeen) | RM Docskim                                                                   | Docskim                        | 4:33                         |
| 10.                          | "No.2" (với Park Ji-yoon)                                                                       | RM John Eun                                                                  | John Eun                       | 3:14                         |
| Tổng thời lượng:             | Tổng thời lượng:                                                                                | Tổng thời lượng:                                                             | Tổng thời lượng:               | 32:07                        |

## Lịch sử phát hành
| Quốc gia | Ngày              | Định dạng                          | Hãng đĩa      | Nguồn  |
| -------- | ----------------- | ---------------------------------- | ------------- | ------ |
| Toàn cầu | 2 tháng 12, 2022  | CD tải kỹ thuật số phát trực tuyến | Big Hit Music | [ 25 ] |
| Nhật Bản | 10 tháng 12, 2022 | CD                                 | Big Hit Music | [ 26 ] |
| Châu Âu  | 16 tháng 12, 2022 | CD                                 | Big Hit UMG   |        |
| Ý        | 16 tháng 12, 2022 | CD                                 | Big Hit UMG   | [ 27 ] |
| Hoa Kỳ   | 16 tháng 12, 2022 | CD                                 | Big Hit UMG   | [ 28 ] |